# AABA-form
AABA-form er en kompostionsform, der kendes fra klassisk musik og jazz. Formen indeholder et kontraststykke (B).
Den arketypiske form er:
- Præsentation (A)
- Gentagelse (A – trænger til fornyelse)
- Kontraststykket (B)
- Efter noget nyt vender vi atter hjem (A), og A-stykket opleves med fornyet interesse.

Kontraststykket ender oftest åbent, så det leder videre tilbage til A-stykket. Et andet kendetegn er at sangens titel ofte nævnes først eller sidst i A-stykket.
Formen kan udvides til f.eks. AABABA-form.